# NGC 2598
NGC 2598 è una galassia a spirale barrata situata nella costellazione del Cancro, a una distanza di circa 232 milioni di anni luce dalla nostra Via Lattea.

## Scoperta
La galassia è stata scoperta il 1 gennaio 1864 dall'astronomo tedesco Albert Marth.

## Descrizione
NGC 2598 ha una classe di luminosità I.
I database SIMBAD e LEDA identificano NGC 2597 (una coppia di stelle poste a poca distanza) con NGC 2598.

## Gruppo di NGC 2595
NGC 2598 fa parte del Gruppo di NGC 2595. Questo gruppo di galassie comprende almeno altre 10 galassie, tra cui NGC 2582 e NGC 2595.